# Loxoblemmus pallens
Loxoblemmus pallens är en insektsart som först beskrevs av Jean Guillaume Audinet Serville 1838.  Loxoblemmus pallens ingår i släktet Loxoblemmus och familjen syrsor. Inga underarter finns listade i Catalogue of Life.